# 1964년 하계 패럴림픽 휠체어 펜싱
1964년 하계 패럴림픽 휠체어 펜싱은 일곱 개의 종목으로 나누어 열렸다.

## 메달 집계
| 종목             | 금                                                                | 은                                               | 동                                                         |
| ---------------- | ----------------------------------------------------------------- | ------------------------------------------------ | ---------------------------------------------------------- |
| 남자 에페 개인   | 세르주 베크 · 프랑스                                              | 로베르토 마르손 · 이탈리아                       | 제르마노 페케니노 · 이탈리아                               |
| 남자 에페 팀     | 이탈리아 (ITA) · 로베르토 마르손 · 렌초 로고 · 프란코 로시        | 프랑스 (FRA) · 세르주 베크 · 푸크레 · C. 플랑숑  | 영국 (GBR) · B. 딕슨 · J. 시프먼 · 시릴 토마스             |
| 남자 플뢰레 개인 | 시릴 토마스 · 영국                                                | F. 폰타 · 오스트레일리아                         | 카르파그네 · 이탈리아                                      |
| 남자 사브르 개인 | 세르주 베크 · 프랑스                                              | 로베르토 마르손 · 이탈리아                       | C. 플랑숑 · 프랑스                                         |
| 남자 사브르 팀   | 프랑스 (FRA) · 세르주 베크 · 푸크레 · C. 플랑숑                   | 일본 (JPN) · S. 아오노 · S. 하라사와 · S. 사이토 | 이탈리아 (ITA) · 로베르토 마르손 · 렌초 로고 · 프란코 로시 |
| 여자 플뢰레 개인 | 안나 마리아 토소 · 이탈리아                                       | J. 워터맨 · 미국                                 | 대프니 시네이 · 오스트레일리아                             |
| 여자 플뢰레 팀   | 이탈리아 (ITA) · 에레나 모나코 · 이레네 모나코 · 안나 마리아 토소 | 영국 (GBR) · V. 폴더 · S. 존스 · 딕 톰슨         | 미국 (USA) · E. 콕스 · C. 지에스 · J. 워터맨               |

## 참고자료
- “1964 Tokyo - Wheelchair fencing”. 국제 패럴림픽 위원회. 2008. 2008년 10월 20일에 확인함.